# Марті Волш
Мартін Джозеф Волш (англ. Martin Joseph Walsh; нар. 10 квітня 1967) — американський політик-демократ ірландського походження, колишній міністр праці в уряді Джо Байдена. До того, як очолити Міністерство праці США, обіймав посаду 54-го мера Бостона з 2014 року. Раніше він був членом Палати представників Массачусетсу від округу Саффолк (1997—2014). 7 січня 2021 року новообраний президент Джо Байден оголосив про обрання Волша на посаду міністра праці в його майбутній адміністрації. Підтверджений Сенатом США 22 березня 2021 голосуванням у співвідношенні 68-29, ставши останнім членом уряду Джо Байдена.. У березні 2023 пішов у відставку з посади міністра праці, аби очолити Асоціацію гравців Національної хокейної ліги.